# اللغات الانجليزية
اللغات الإنجليزية ،    أو الجرمانية المعزولة  هي مجموعة من أصناف اللغات التي تشمل اللغة الإنجليزية القديمة وجميع أصنافها المشتقة، وهي الإنجليزية الوسطى ، والإنجليزية الحديثة المبكرة ، والإنجليزية الحديثة

## أنظر أيضا
- اللغات الأنجلو-فريزيانية
- التاريخ الانجليزي